# Primula davidii
Primula davidii är en viveväxtart som beskrevs av Adrien René Franchet. Primula davidii ingår i släktet vivor, och familjen viveväxter. Inga underarter finns listade i Catalogue of Life.